# Осока буроватая
Осо́ка бурова́тая (лат. Carex brunnescens) — многолетнее травянистое растение, вид рода Осока (Carex) семейства Осоковые (Cyperaceae).

## Ботаническое описание
Серо- или ярко-зелёное растение, образует дерновины.
Стебли с прямыми гранями, тонкие, слабые, обычно сильно отклонённые в сторону и иногда полегающие, 10—40(50) см высотой, кверху шероховатые, реже гладкие. Стебли и листья покрыты папиллами.
Листовые пластинки плоские, жестковатые, (1)1,5—2(3) мм шириной, шероховатые, короче стебля.
Соцветие обычно буроватое, колосовидное или головчатое, (1,5)2—3,5(4—5) см длиной, из многоцветковых гинекандрических (боковые иногда пестичные) колосков, в числе (4)5—10(12), округло-яйцевидных или яйцевидных, реже продолговатых, 0,3—0,6(0,8) см длиной, с маслянистым блеском. Верхний колосок обычно меньших размеров и по форме не отличается от боковых. Кроющие чешуи яйцевидные, острые, светло-буровато-ржавые, бледно-ржавые, реже бледно-зелёные, со светлым килем и белоперепончатым краем, короче мешочков. Мешочки большей частью яйцевидные или продолговато-яйцевидные, 2—2,3(3,3) мм длиной, 1—1,5 мм шириной, плоско-выпуклые, перепончатые, зеленоватые, наверху ржавые, позже буреющие, спереди с 5(6)—6(8) тонкими жилками, видными только у основания, сзади без жилок или с 3—4 жилками, покрытые очень мелкими папиллами или мелкобугорчатые, в зрелом состоянии прижатые, на короткой, неясно выраженной ножке, с удлинённым шероховатым носиком, спереди до основания щелевидно расщеплённым (вдоль носика по краям щели имеется беловатая полоска). Нижние кроющие листья чешуевидные.
Плоды округлые, блестящие. Плодоносит в мае—июле.
Вид описан из Швейцарии.
Carex vitilis Fries. — теневая модификация, встречающаяся по всему ареалу вида.

## Распространение
Северная Европа: Фенноскандия, в том числе арктическая Скандинавия, Исландия; Центральная Европа: горы, Польша; Прибалтика: отсутствует в Литве; Арктическая часть России: Мурман, Канин (преимущественно в северной части), Тиманская тундра, Малоземельская тундра, остров Колгуев, низовья Печоры (река Юшина), Большеземельская тундра, Полярный Урал, низовья Оби (Салехард), Тазовский полуостров, низовья Енисея; Европейская часть России: на юге до Смоленска и Москвы; Украина; Молдавия; Урал; Западная Сибирь; Алтай; Восточная Сибирь: хребет Саур, бассейн Енисея к югу от Туруханска, Прибайкалье, бассейн Чары; Дальний Восток: побережья Охотского моря, Сахалин, Камчатка, Курильские острова; Восточная Азия: Корейский полуостров, острова Хоккайдо и Хондо; Северная Америка: США (Скалистые горы, район Великих озёр и Аппалачи), арктическая Аляска (одно местонахождение), Большое Медвежье озеро, западное побережье Гренландии южнее 72° северной широты и восточное побережье к югу от Полярного круга.
Растёт по окраинам моховых болот, на болотистых лугах, в заболоченных и сырых лесах, редколесьях и кустарниках, на вырубках и осушенных торфяниках; на равнине, в лесном и верхнем поясах гор.

## Систематика
В пределах вида выделяются два подвида:
- Carex brunnescens subsp. brunnescens — Осока спутанная; умеренные районы Северного полушария
- Carex brunnescens subsp. sphaerostachya (Tuck.) Kalela — от Центральной и Восточной Канады до центрально-северных и восточных штатов США

Растения, выделяемые Кречетовичем В. И. в отдельный вид Carex vitilis Fries., являются теневой модификацией Carex brunnescens (Pers.) Poir., встречающейся по всему ареалу вида.